# 慕尼黑音乐戏剧学院
慕尼黑音乐戏剧学院（德語：Hochschule für Musik und Theater München）是德国音乐和表演艺术方面最著名的高等院校之一。学校位于慕尼黑国王广场东侧的纳粹时代建筑、《慕尼黑协定》的签署地——元首行馆，部分教学和演出也在嘉斯台音乐厅等地举行。

## 校史

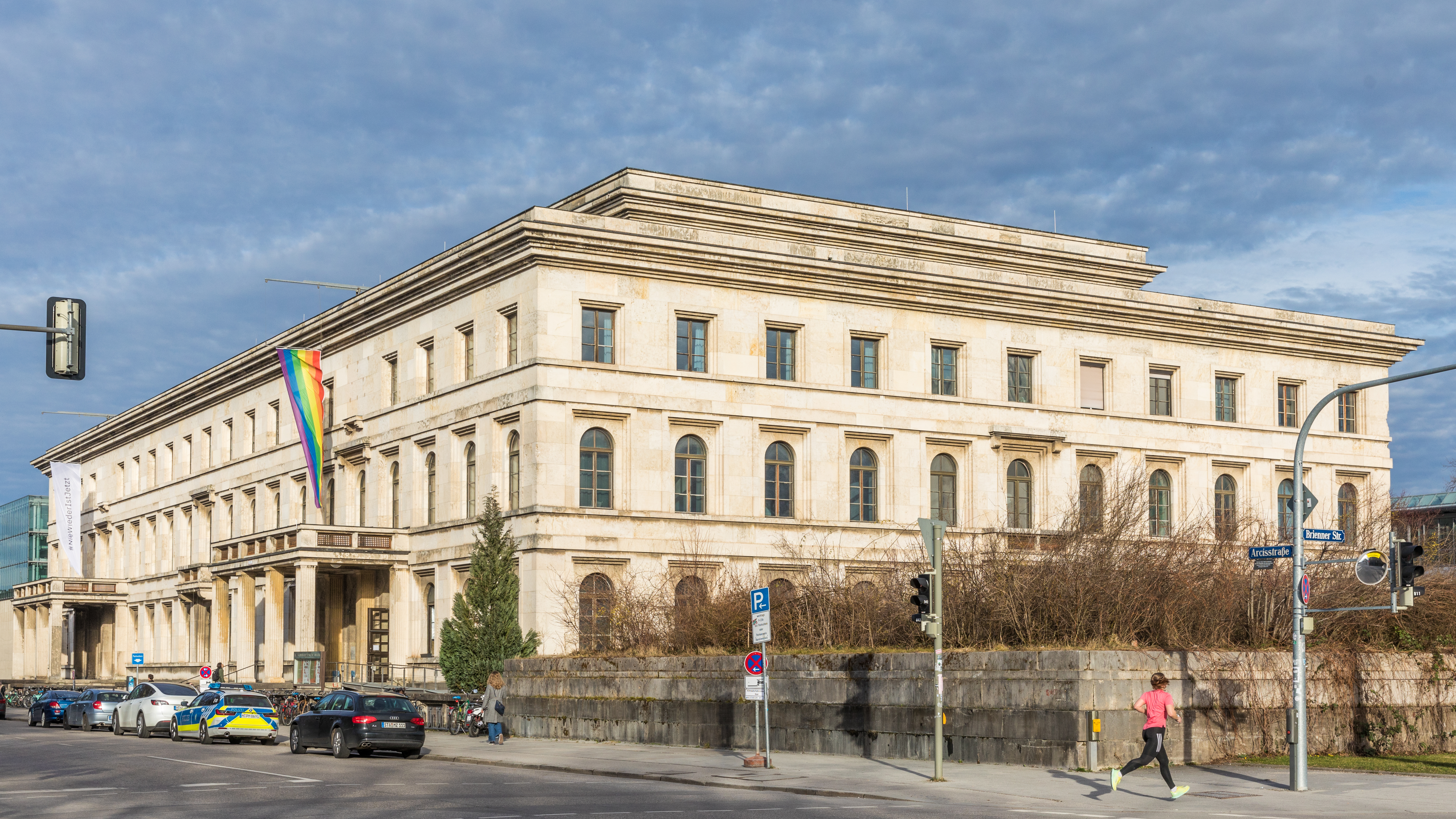
慕尼黑音乐戏剧学院所在地——元首行馆

皇家音乐学院（Königliches Conservatorium für Musik）成立于1846年，1867年在瓦格纳的建议下由路德维希二世改名为皇家巴伐利亚音乐学校（Königliche bayerische Musikschule），该校初期由路德维希二世私人资助，1874年收归国有。学校先后更名为：皇家音乐艺术学院（Königliche Akademie der Tonkunst，1892年－）、国家音乐艺术学院暨慕尼黑音乐学院（Staatliche Akademie der Tonkunst, Hochschule für Musik in München，1920年－）、慕尼黑音乐戏剧学院（现校名，1998年－）。

## 部分著名讲师与校友
- 克里斯托夫·冯·多赫南伊
- 茱莉亚·费舍尔
- 约瑟夫·赖因贝格尔
- 马克斯·雷格
- 卡尔·奥尔夫
- 汤沐海